# Корпоаје ла Шапел
Корпоаје ла Шапел (фр. Corpoyer-la-Chapelle) насеље је и општина у источном делу централне Француске у региону Бургоња, у департману Златна обала која припада префектури Монбар.
По подацима из 2011. године у општини је живело 19 становника, а густина насељености је износила 4,57 становника/km². Општина се простире на површини од 4,16 km². Налази се на средњој надморској висини од 350 метара (максималној 445 m, а минималној 289 m).

## Демографија
| 1962. | 1968. | 1975. | 1982. | 1990. | 1999. | 2011. |
| ----- | ----- | ----- | ----- | ----- | ----- | ----- |
| 46    | 51    | 25    | 12    | 28    | 26    | 19    |

График промене броја становника у току последњих година